# Михаїл (Миткевич)
Єпископ Михаїл (Матвій Миткевич; 1720 — † 12 серпня 1789) — український релігійний діяч на Гетьманщині, країнах Західного Сибіру, Бурятії та Монголії. Вихованець Києво-Могилянської академії. Ректор Тобольської духовної семінарії та Іркутської духовної семінарії в Бурятії.
Духовний сподвижник митрополита Павла Конюшкевича, єпископ Російської православної церкви (безпатріаршої), єпископ Іркутський та Нерчинський РПЦ (б).

## Життєпис
Народився на Гетьманщині, в одному з північних полків. Закінчив Києво-Могилянську академію.
У вересні 1749 р. емігрував до Московії, звідки відправлений вчителем класу риторики у Західний Сибір, до Тобольської духовної семінарії. Це призначення виклопотав митрополит Київський Тимофій (Щербацький).
7 березня 1752 р. — прийняв рясофор з іменем Модест, 25 березня був висвячений на ієромонаха з іменем Михаїл.
1755 р. — отримав сан архімандрита Тобольського Знаменського монастиря з правом служіння в митрі, мантії із зеленими скрижаліями і з посохом та призначений префектом семінарії.
За бажанням і благословенням митрополита Тобольського Павла Конюшкевича, що прибув на Тобольську катедру 1758 р., призначений ректором Тобольської духовної семінарії, «з обов'язком навчати богослов'ю»
2 серпня 1772 — у Казані хіротонія в єпископа Іркутського та Нерчинського. Прибув до Іркутська 15 березня 1773 р.
При ньому активізувалося церковне будівництво, було збудовано 29 нових храмів, завершена перебудова дерев'яних церков на кам'яні, яку розпочав ще його попередник з України, єпископ Софроній Кришталевський (пізніше канонізований як святий УПЦ).
12 квітня 1773 — звернувся до Святійшого Синоду з проханням відкрити в Іркутську духовну семінарію з метою «настановлення простого народу і просвітительства іновірців». Схвалення своєї ініціативи він отримав лише за кілька років: у 1779-му рішенням Синоду і за вказівкою цариці Катерини II прийнято рішення про відкриття семінарії в Іркутську.
5 квітня 1780 семінарія була офіційно відкрита. Єпископ Михаїл очолив її як ректор; було збудоване приміщення духовної семінарії.
Помер 1 серпня 1789. Похований у Богоявленському соборі Іркутська.